# علم الوضع
علم الوضع علم باحث عن تفسير الوضع وتقسيمه إلى الشخصي والنوعي والعام والخاص وبيان حال وضع الذوات ووضع الهيئات إلى غير ذلك.